# 静岡市立清水三保第二小学校
静岡市立清水三保第二小学校（しずおかしりつ しみずみほだいにしょうがっこう）は、静岡県静岡市清水区折戸五丁目にある公立小学校。３組という支援学級のクラスがある。運動場には松林があり運動会などでは、その松林の日陰でお弁当を食べる。
言語指導教室および通級指導教室が設置されている（令和6年度現在）。

## 沿革
- 1970年（昭和45年）4月6日 - 「清水市立三保第二小学校」開校（当時の地番：清水市折戸1101番地）[2]。
- 1970年（昭和45年）
  - 1月 - 校章を制定[2]。
  - 6月 - 本校舎落成記念式典[2]。
- 1975年（昭和50年）10月 - 校歌制定発表会[2]。
- 1989年（平成元年）6月 - 開校20周年記念式典[2]。
- 1999年（平成11年）6月 - 開校30周年記念式典[2]。
- 2003年（平成15年）4月 - 静岡市との合併に伴い、「静岡市立清水三保第二小学校」に改名。

## 通学区域
清水区

| - 折戸の一部 - 折戸一丁目の一部 - 折戸二～五丁目 | - 三保の一部 - 三保松原町の一部 |

## アクセス
- しずてつジャストライン三保線・三保草薙線（三保草薙線は土日祝日運休） 「折戸車庫」停留所から、徒歩6分